# Jah (mitologija)
Jah, Iah ali Aah (egipčansko jꜥḥ, koptsko ⲟⲟϩ) je bil božanstvo lune v egipčanski religiji. Beseda  jꜥḥ pomeni "Luna".

## Čaščenje
V Novem egipčanskem kraljestvu (16.-11. stoletje pr. n. št.) je bil manj pomemben bog, povezan z Luno. Pomembnejša sta bila Tot in Honsu. Zaradi funkcionalnih povezav med njimi bi ga lahko istovetili s katerim koli od teh božanstev.
Jah je včasih veljal za odraslo obliko Honsuja, ki ga je vse bolj vpijal. Še naprej se je pojavljal v amuletih in občasno v drugih prikazih. Po videzu je bil podoben Honsuju, imel na glavi enake lunarne simbole in občasno enaka tesna oblačila. Od njega se je razlikoval po tem, da je namesto otroških stranskih kit običajno nosil lasuljo in včasih atef z drugačnim simbolom na vrhu. Jah je sčasoma postal tudi Jah-Džehuti, bog nove lune. V tej vlogi je prevzel lunarni vidik Tota, znanega tudi kot Džehuti. Tot je bil tudi bog znanja, pisanja in računanja. Simboli luninih men so se uporabljali za zapisovanje ulomkov.
Jah se je asimiliral tudi z bogom smrti Ozirisom, morda zaradi Luninega mesečnega cikla umiranje in ponovnega rojstva.